# Distretto di Uthumphon Phisai
Il distretto di Uthumphon Phisai (in thailandese: อุทุมพรพิสัย) è un distretto (amphoe) della Thailandia, situato nella provincia di Sisaket.